# 집단생물학
집단생물학(集團生物學, 영어: population biology)이란 용어는 다음과 같이 여러 가지 의미로 사용되었다.
1971년에 에드워드 O. 윌슨 등은 집단유전학, 군집생태학, 개체군 동태론에 수학적 모델을 적용하는 의미에서 이 용어를 사용했다. 앨런 헤이스팅스는 1997년에 출간된 개체군 동태론에 사용된 수학에 관한 그의 저서 제목으로 집단생물학이란 용어를 사용했다. 집단생물학이란 용어는 2010년대 후반에 캘리포니아 대학교 데이비스에 개설된 과정에도 사용되었으며, 이는 생태학과 진화생물학 분야를 결합한 학제간 분야로 설명된다. 이 과정에는 수학, 통계학, 생태학, 유전학 및 계통학이 포함된다. 수많은 유형의 생물들이 집단생물학에서 연구된다.
《이론 집단생물학》(Theoretical Population Biology) 저널이 출된되었다.

## 같이 보기
- 생태유전학
- 개체군생태학